# جبريل أنطون
جبريل أنطون (بالألمانية: Gabriel Anton)‏ هو طبيب نفسي نمساوي، ولد في 28 يوليو 1858 في Žatec ‏ في التشيك، وتوفي في 3 يناير 1933 في هاله في ألمانيا.